# 芳香環水酸化ジオキシゲナーゼ
芳香環水酸化ジオキシゲナーゼ（ほうこうかんすいさんかジオキシゲナーゼ、英: Aromatic-ring-hydroxylating dioxygenase, ARHD）は、芳香環に分子状酸素(O2)由来の2つの酸素原子を水酸基の形で導入する反応を触媒する酵素の総称である。さまざまな芳香族化合物の分解に関与することから、環境汚染物質の分解を目指した研究が多く行われている。

## 構成
芳香環水酸化ジオキシゲナーゼは、それぞれ水酸化と電子伝達を担う2つのコンポーネントから構成されている。
水酸化コンポーネントは多くの場合で(αβ)nのヘテロ多量体となっているが、(α)n型のホモ多量体となる場合もある。
補欠分子族の非ヘム鉄とRieske型鉄硫黄クラスタはαサブユニットに結合しており、βサブユニットの役割は不明である。
電子伝達コンポーネントは、フラビンを含有するレダクターゼと、鉄硫黄クラスタを含むフェレドキシンから成る。
しかしレダクターゼが植物型鉄硫黄クラスタを含むケースでは、フェレドキシンが省略される場合がある。
芳香環水酸化ジオキシゲナーゼによる電子伝達は以下のようにまとめられる。
| NADH | → | レダクターゼ FAD or FMN | → | フェレドキシン [Fe2S2] | → | 水酸化酵素 [Fe2S2], Fe |